# Cirrhochrista cygnalis
Cirrhochrista cygnalis là một loài bướm đêm trong họ Crambidae.